# Phước Vinh, Tây Ninh
Phước Vinh là một xã trực thuộc tỉnh Tây Ninh, Việt Nam. Phước Vinh là một xã biên giới ở Việt Nam, có đường biên giới với Campuchia lên tới 25,5km.

## Địa lý
Xã Phước Vinh có vị trí địa lý:
- Phía bắc giáp xã Tân Biên
- Phía đông giáp xã Hảo Đước
- Phía nam giáp xã Hòa Hội
- Phía tây giáp xã Hòa Hội và Vương quốc Campuchia.

Xã Phước Vinh có diện tích 73,57 km², dân số năm 2019 là 11.196 người, mật độ dân số đạt 152 người/km².

## Văn hoá - Tín ngưỡng - Tôn giáo
Xã Phước Vinh đa phần là cộng đồng người Kinh và người Khmer. Ở xã Phước Vinh có một số tôn giáo chính như : Công giáo, Phật giáo (Đại thừa và Tiểu thừa) và Cao Đài giáo. Ở xã Phước Vinh có một số công trình tôn giáo như : chùa Chung Rút (Phật giáo Khmer) và Thánh thất Phước Vinh (Cao Đài giáo). Tỉ lệ không tôn giáo ở Phước Vinh cũng rất cao.

## Thương mại
Ở xã Phước Vinh, giao thương đa phần là dân địa phương và các xã xung quanh như Tân Biên, Châu Thành, Hoà Hội và Hảo Đước, các chợ như chợ Phước Vinh, chợ Mới Hoà Hiệp và chợ Hoà Hiệp

## Lịch sử hiện đại
Sau 1975 tới 30/6/2025, xã Phước Vinh là xã Phước Vinh, huyện Châu Thành và xã Hoà Hiệp, xã Phước Vinh, huyện Châu Thành, tỉnh Tây Ninh. 
Theo Nghị quyết số 1682/NQ-UBTVQH15 của Uỷ ban Thường vụ Quốc hiệu về việc sắp xếp các đơn vị hành chính cấp xã của tỉnh Tây Ninh năm 2025. Trên cơ sở Đề án số 350/ĐA-CP ngày 09 tháng 05 năm 2025 của Chính phủ về sắp xếp đơn vị hành chính cấp xã của tỉnh Tây Ninh (mới) năm 2025, Ủy ban Thường vụ Quốc hội quyết định sắp xếp để thành lập các đơn vị hành chính cấp xã của tỉnh Tây Ninh thì thành lập xã Phước Vinh trên cơ sở toàn phần diện tích và dân số tự nhiên của xã Phước Vinh (thuộc huyện Châu Thành) và xã Hoà Hiệp (thuộc huyện Tân Biên)

## Thủy văn
Xã Phước Vinh có hệ thống thủy văn tương đối ổn cho nông nghiệp, có hệ thống kênh tưới tiêu từ hồ Dầu Tiếng cùng với rạch Bến Đá (tên dân gian là sông Vịnh) và sông Vàm Cỏ Đông cùng các con suối và kênh như kênh Rỳng Quỳnh. Có các cây cầu như cầu Vịnh (bắt qua rạch Bến Đá), cầu Suối Tre (cũng bắt qua rạch Bến Đá), cầu Cây Ổi [bắt qua sông Vàm Cỏ Đông, nói đất liền giữa xã Phước Vinh và xã Hoà Hội (trước đây là xã Hoà Thạnh)],...

## Kinh tế
Kinh tế ở xã Phước Vinh phần lớn là trồng cây nông và công nghiệp như lúa, rau củ, khoai mì (sắn) và cao su

## Giao thông
Phước Vinh có các tụ điểm đường đi, xóm làng chính như Ngã ba Phước Vinh, Ngã tư Hoà Hiệp, Ngã ba Xóm Chùa, Ngã tư Tà Nòn 
Có các đường lớn như đường tỉnh 788, đường Nguyễn Thị Lan,... Đa phần đường lớn đã làm nhựa, hiện tại quy hoạch giao thông đang ngày càng phát triển

## Trụ sở
CAND xã Phước Vinh, UBND xã Phước Vinh, Trạm Y tế xã Phước Vinh, Hội trường UBND xã Phước Vinh đều nằm tại ấp Phước Hoà

## Giáo dục
Xã Phước Vinh có một số trường như MG Sao Mai (trước 1/7/2025 là MG Phước Vinh), TH Nguyễn Hiền (trước 1/7/2025 là TH Phước Vinh B) , TH Lý Thường Kiệt (trước 1/7/2025 là TH Phước Vinh A), THCS Nguyễn Thị Định (trước 1/7/2025 là THCS Phước Vinh), TH Hoà Đông, THCS Hoà Hiệp, TH Hoà Lợi

## Di tích
Có các di tích như Bia tưởng niệm Lịch sử xã Phước Vinh, khu di tích trường Nội trú Hoàng Lê Kha

## Hành chính
Xã Phước Vinh được chia thành 12 ấp: Phước An, Phước Lộc, Phước Lập, Phước Lợi, Phước Hòa, Phước Hưng, Phước Thạnh, Phước Trung, Hoà Lợi, Hoà Bình, Hoà Đông A, Hoà Đông B.